# Peter Kemna

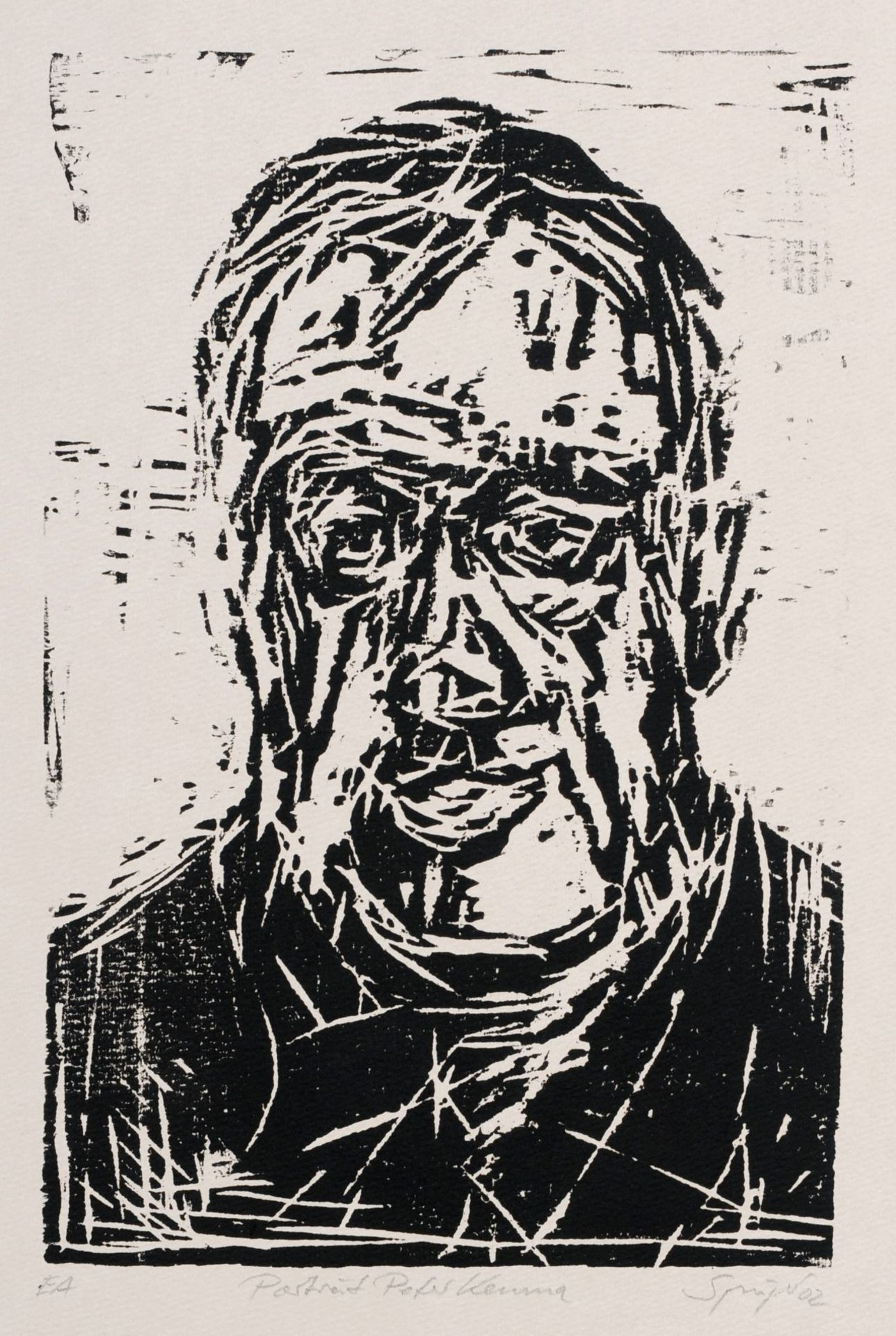
Peter Kemna im Porträt von Reinhard Springer

Peter Kemna (* 4. März 1920 in Breslau; † 21. Februar 2017 in Hamburg) war ein deutscher Kunstsammler, Kunstmäzen und Straßenbauunternehmer.

## Leben und Werk

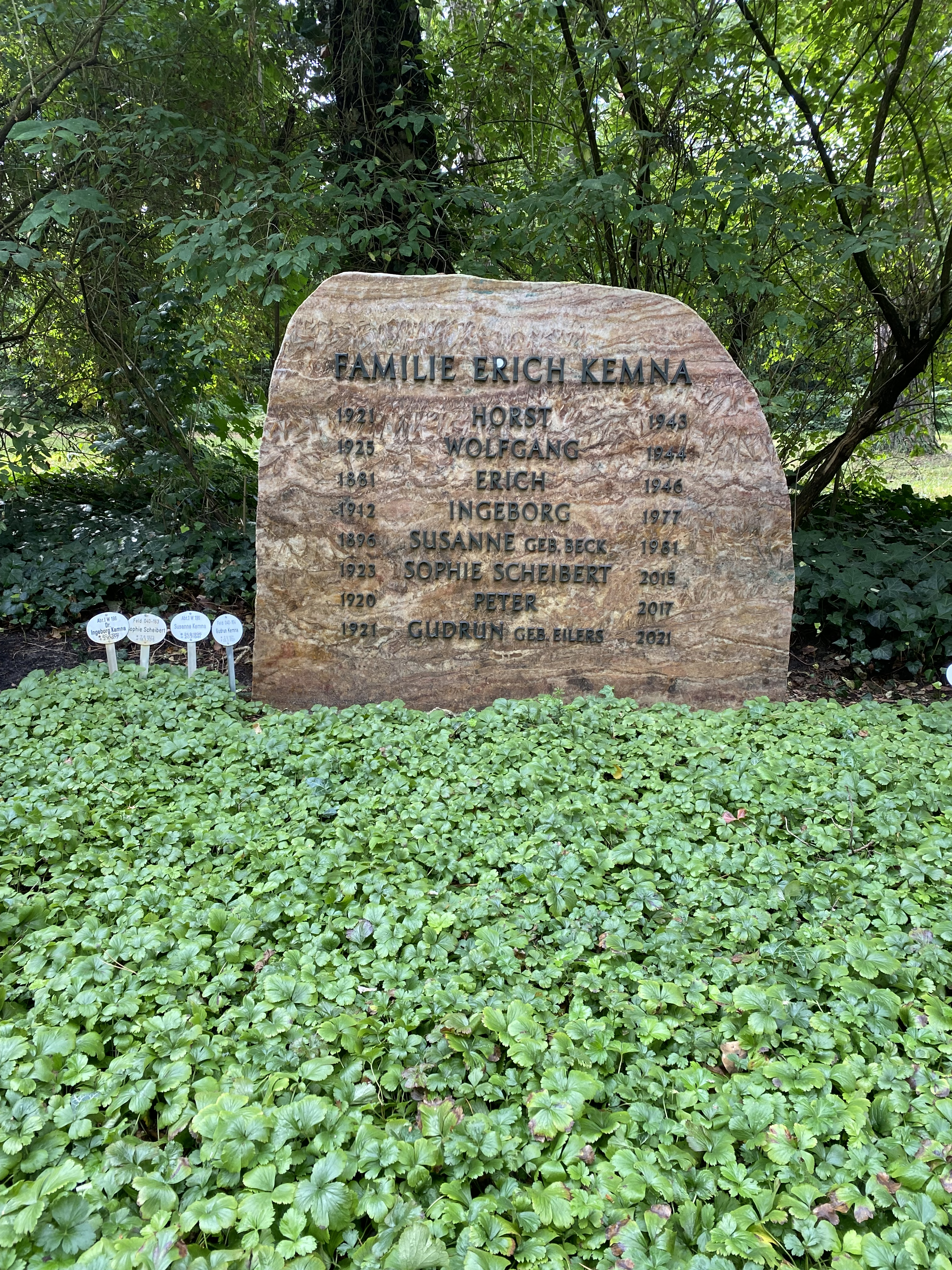
Familiengrabstätte auf dem Waldfriedhof Zehlendorf

Peter Kemna wurde 1920 in Breslau als ältester von vier Söhnen von Erich Kemna geboren. Aus der dort angesiedelten Maschinenfabrik seines Großvaters ging das heute noch mit Hauptsitz in Pinneberg bei Hamburg bestehende Straßenbauunternehmen Kemna Bau hervor. Nach technischem Studium und ersten Berufsjahren trat Kemna 1958 in das nach dem Krieg nach Hamburg umgesiedelte Unternehmen als geschäftsführender Gesellschafter in das Unternehmen ein. 1984 schied Kemna altersbedingt aus dem Unternehmen aus.
Nach dem Austritt aus dem Unternehmen begann Kemna sein zweites Leben als Kunstsammler. Durch Beschäftigung mit dem Genre Holzschnitt kam Kemna um das Jahr 2000 herum mit dem ebenfalls auf Holzschnitt spezialisierten Reutlinger Kunstmuseum Spendhaus und dessen damaliger Leiterin Beate Thurow zusammen. Kemna machte sich nach der Jahrtausendwende Gedanken über die Zukunft seiner mittlerweile wertvollen Holzschnittsammlung von 660 Kunstdrucken. Er entschied sich im November 2004 gegen eine Schenkung an die ebenfalls interessierten grafischen Sammlungen in Hamburg und Dresden. Er vermachte die Sammlung dem Reutlinger Kunstmuseum Spendhaus, da sich beide Sammlungen in außerordentlicher Weise ergänzten. In der Sammlung befinden sich Werke von Paul Gauguin, Edvard Munch, Roy Lichtenstein und Max Pechstein.
Im Februar 2017 verstarb der Unternehmer und Kunstsammler Peter Kemna im Alter von fast 97 Jahren in seiner Heimatstadt Hamburg. Er wurde in der Familiengrabstätte auf dem Berliner Waldfriedhof Zehlendorf (Feld 040-164) beigesetzt.